# 西祖谷山村
西祖谷山村（にしいややまそん）は、徳島県の北西部、吉野川の中流域東岸に位置していた村。平家の落人伝説やかずら橋で知られた。
2006年3月1日、三好郡内の5町村と合併し、三好市となった。

## 地理
高知県と接する山間過疎地域。
- 山：国見山、腕山、中津山、烏帽子山
- 河川：吉野川、祖谷川、若宮谷川

### 隣接している自治体
- 徳島県
  - 三好郡三加茂町
  - 三好郡井川町
  - 三好郡池田町
  - 三好郡山城町
  - 三好郡東祖谷山村
- 高知県
  - 長岡郡大豊町

## 歴史
- 12世紀後半の屋島の戦いに敗れた平家の落人伝説や阿波山岳武士の伝説が残る。

### 沿革
- 江戸時代には、地名の後に、地勢と職を表す字を加えて、自治単位の名称としていた。当時は、地名の「祖谷」に、山深い地勢と農民が多いことを理由に「山」を加えて祖谷山（いややま）と呼ばれていた。
- 明治時代に入り、「祖谷山」を地名と解釈し、祖谷山村（いややまそん）となった。
- 1889年（明治22年）、美馬郡祖谷山村が分離して美馬郡東祖谷山村、美馬郡西祖谷山村が誕生。
- 1950年（昭和25年）、美馬郡の東祖谷山村と西祖谷山村が三好郡に編入。
- 2006年（平成18年）、三好郡三野町・池田町・山城町・井川町・東祖谷山村と合併（新設合併）し、三好市が誕生。地名の読みが「にしいややまそん」から「にしいややまむら」に変更。

## 行政
- 中岡幸敬

## 人口構成
高齢化率が高く、将来の大幅人口減が予測されている。根本的な対策が早急に望まれる。

## 経済

### 産業
- 特産品：鮎、祖谷蕎麦

## 地域

### 教育

#### 中学校
- 西祖谷山村立西祖谷中学校

#### 小学校
- 西祖谷山村立檪生小学校
- 西祖谷山村立吾橋小学校（2022年休校）
- 西祖谷山村立善徳小学校（2010年休校、2013年廃校）
- 西祖谷山村立西岡小学校（2010年休校、2013年廃校）
- 西祖谷山村立有瀬小学校（1996年休校、2012年廃校）

## 交通

### 鉄道路線
- 四国旅客鉄道（JR四国）
  - 土讃線 （山城町） - 大歩危駅 - （高知県大豊町）
- 隣接市町村への連絡
  - 山城町（阿波川口駅）へは土讃線普通列車で約15分。
  - 池田町（阿波池田駅）へは土讃線特急列車で約20分。
  - 高知県大豊町（大杉駅）へは土讃線特急列車で約20分。
- 徳島市（徳島駅）への連絡
  - 土讃線特急列車〜徳島線特急列車 - 高徳線普通列車で約105分。
- 広範囲な連絡
  - 高知市（高知駅）へは土讃線特急列車で約55分。
  - 高松市（高松駅）へは土讃線特急列車 - 予讃線特急列車で約90分。
  - 岡山市（岡山駅）へは土讃線特急列車 - 予讃線特急列車 - 瀬戸大橋線特急列車 - 西日本旅客鉄道宇野線特急列車で約105分。
  - 松山市（松山駅）へは土讃線特急列車 - 予讃線特急列車で約115分。

### 道路
都道府県道
主要地方道
徳島県道32号山城東祖谷山線、徳島県道45号西祖谷山山城線
一般県道
徳島県道149号腕山宮石線
徳島県道163号大歩危停車場線
徳島県道265号腕山花ノ内線
徳島県道270号一宇祖谷口停車場線
- 路線バス
  - 阿波池田駅 - 西祖谷山村かずら橋： 四国交通
  - 阿波池田駅 - 東祖谷久保： 四国交通
  - 大歩危駅 - 西祖谷山村落窪： 西祖谷山村営バス
  - 大歩危駅 - 西祖谷山村閑定： 西祖谷山村営バス
  - 西祖谷山村一宇 - 西祖谷山村片岡畝： 西祖谷山村営バス
  - 池田町出合 - 西祖谷山村小祖谷： 西祖谷山村営バス

## 観光地

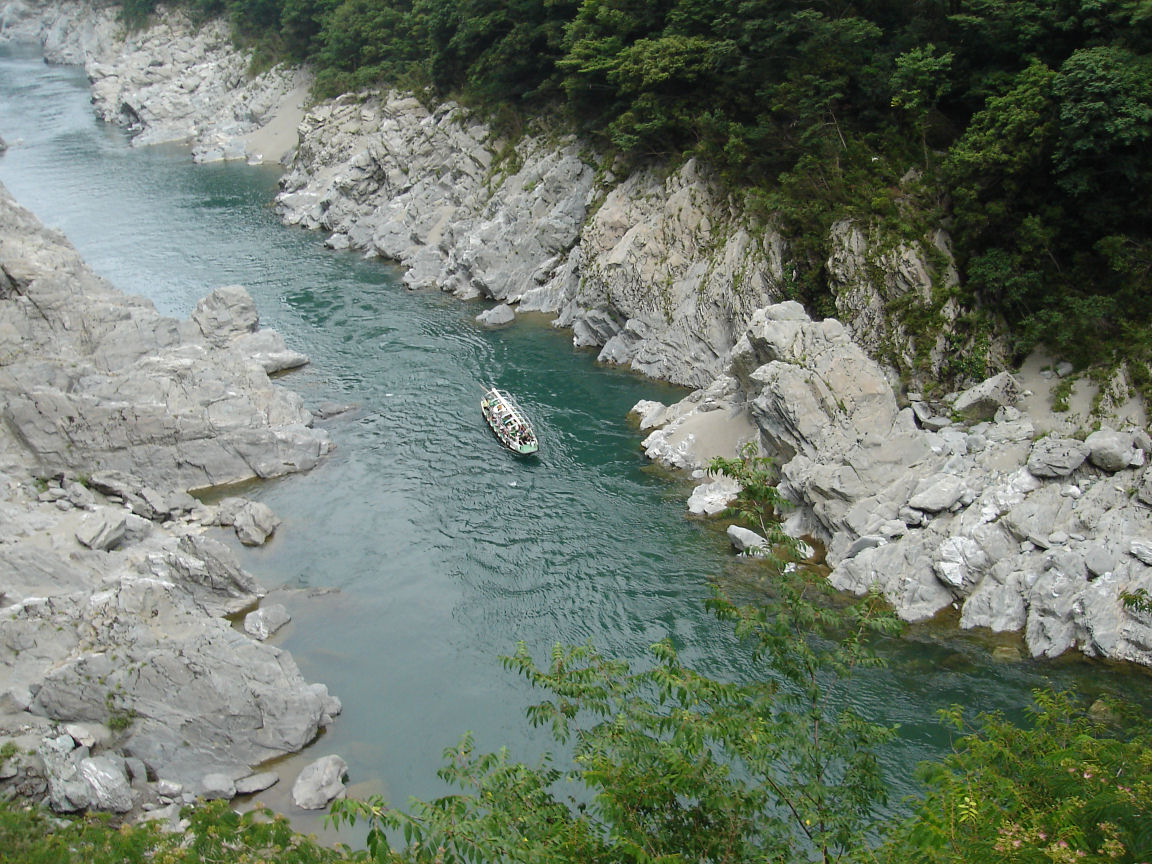
大歩危を行く遊覧船

### 公園
- 三好市西祖谷運動公園
- 祖谷ふれあい公園

### 名所
- 大歩危
- 祖谷渓
- 祖谷のかずら橋
- 秘境の湯
- 竜ヶ岳
- 道の駅にしいや

### 博物館
- 平家屋敷民俗資料館（西岡家住宅）
- 徳善屋敷

### 社寺・史跡
- 安楽寺
- 古宮神社
- 天満神社 - 西祖谷の神代踊で知られる。
- 恵伊羅御子の墓

### かつて存在した施設
- お山公園

### 催事
- 西祖谷あめご釣り大会（5月）
- 西祖谷の神代踊（8月）
- 秘境祖谷のもみじ祭り（11月）

## 有名人

### 西祖谷山村関係有名人
- 小笠原長清 - 戦国時代の武将
- 三好長慶 - 戦国時代の武将
- 大西元武 - 戦国時代の武将。山城町から池田町西部にかけての大西郷を拠点に田井荘を支配した。長宗我部氏に阿波国を追われてからは川之江・轟城を再建して居城とした。大西氏の起源は諸説ある。
- 中道善博 - 元競艇選手

## その他

### 西祖谷山村を舞台にした作品

#### 映画
- 「村の写真集」（2004年） - 池田町、山城町、西祖谷山村が主なロケ地
- 祖谷物語 おくのひと（2013年）

#### 歌
- 北島三郎「青い旅人 〜吉野川〜」「四国三郎 〜旅行く川〜」 - 吉野川と三好郡などがテーマの演歌
- 松原のぶえ「祖谷の恋唄」 - 祖谷地方がテーマの演歌
- （民謡）「祖谷の粉挽き唄」 -  祖谷地方に伝わる民謡